# Turjaška palača
Turjaška palača (tudi Auerspergova palača oziroma Auerspergov dvorec) v Ljubljani je bil dom ene najbogatejših kranjskih plemiških rodbin. Zgradba, ki stoji še danes, je bila zgrajena med letoma 1654 in 1658 s prezidavo srednjeveških hiš, ki so stale na tem mestu. Baročna zgradba je dobila svojo klasicistično fasado v 19. stoletju. Zadnja obnova zgradbe se je končala leta 2004. Od leta 1937 je v njej Mestni muzej Ljubljana.
V času Rimljanov je bilo na tem območju pristaniško predmestje rimske Emone, o čemer priča v kleti muzeja ohranjena rimska cesta.
Leta 1654 so Turjaški grofje iz lastne in dveh odkupljenih hiš, v pičlih štirih letih prezidali novo palačo. Urejeno je bilo novo dvorišče, na katerem so postavili kamniti vodnjak in lipo. V Ljubljani so živeli predvsem pozimi, poleti pa na Turjaku. Stavbni mojster Francesco Cocconi je leta 1824 začel s prezidavami. Pročelje je preuredil v poznem baročnem slogu in jo poudaril s klasicističnim portalom. Potres leta 1895 je povzročil precej škode. Leta 1927 so Turjaški prodali palačo državi. 
Sredi leta 1935 je palačo kupila Mestna občina Ljubljana in ga dala Mestnemu muzeju z namenom »da bi zbiral vse predmete z ozirom na zgodovino Ljubljane, tako glede na vlogo Ljubljane v duhovnem in narodnem smislu, kot tudi glede na razvoj sodobne Ljubljane». Prostore je bilo treba predelati. Z deli so pričeli aprila leta 1937. Istega leta so odprli prvo muzejsko zbirko in sicer pregled stanovanjske kulture meščanstva od poznega srednjega veka do prve polovice 19. stoletja.
Le nekaj metrov stran je stala še druga Auerspergova palača, na njenem mestu je danes Narodna in univerzitetna knjižnica.